# Koleda
Vánoční koleda je píseň s vánoční tematikou. Název je odvozen od obřadních pochůzek o různých svátcích, včetně Vánoc, případně písní o nich zpívaných, též nazývaných koleda.
Historie křesťanských vánočních koled sahá do 13. století, podle legendy je autorem první koledy svatý František z Assisi (1181–1226). Jednou ze zajímavostí je, že v 15. století bylo v Polsku přeloženo hodně koled z češtiny, šlo o koledy Jednoty bratrské. Vánoční koledy se zpívaly původně pouze během doby vánoční, v posledním půlstoletí se však oproti původní tradici zpěvu adventních písní a rorát začaly zpívat již během adventu.
Koledou se též nazývá v některých zemích, zvláště v Polsku, každoroční sbírka, se kterou katoličtí kněží obcházejí farnost, aby si vykoledovali na živobytí.
Slovo „koleda“ je všeslovansky rozšířeno, praslovanština jej přejala z latinského calendae (první den v měsíci) a pohanští Slované slovem koleda označovali slavnosti spojené se zimním slunovratem.